# Harp Glacier
Harp Glacier är en glaciär i Antarktis. Den ligger i Östantarktis. Nya Zeeland gör anspråk på området. Harp Glacier ligger 569 meter över havet.
Terrängen runt Harp Glacier är huvudsakligen kuperad, men åt sydväst är den bergig. Trakten är obefolkad. Det finns inga samhällen i närheten. 